# AUDIO LIFE
『AUDIO LIFE』（オーディオ・ライフ）は、坂本龍一のライブ・アルバム。2000年2月23日にワーナーミュージック・ジャパン / wea japanからリリースされた。

## 解説
1999年9月に大阪・東京で行われた坂本龍一のオペラ『LIFE a ryuichi sakamoto opera 1999』全公演からベストテイクを抽出したCD2枚組。坂本が本作のミックスを施した。

## 収録曲

### Disc 1
1. Door Open
2. Overture
3. 1-1 War and Revolution
4. 1-2 Science and Technology

### Disc 2
1. 2-1 Evolution of Life
2. 2-2 History of Gaia
3. 3-1 Art
4. 3-2 Response
5. 3-3 Light